# Корневский сельсовет (Лотошинский район)
Корневский сельсовет — упразднённая административно-территориальная единица, существовавшая на территории Московской губернии и Московской области до 1954 года.
Корневский сельсовет был образован в первые годы советской власти. По данным 1924 года он входил в состав Марковской волости Волоколамского уезда Московской губернии.
24 марта 1924 года Марковская волость была упразднена и Корневский с/с вошёл в состав Раменской волости.
По данным 1926 года в состав сельсовета входил 1 населённый пункт — Корневское.
В 1929 году Корневский с/с был отнесён к Лотошинскому району Московского округа Московской области. При этом к нему были присоединены Марковский и Монасеинский с/с.
28 декабря 1951 года селения Акулово и Софийское были переданы из Новолисинского с/с в Корневский.
14 июня 1954 года Корневский с/с был упразднён, а его территория была объединена с территорией Новолисинского с/с в новый Монасеинский с/с.